# Cassie Davis
Cassie Maree Davis (Gnangara, 5 agosto 1987) è una cantautrice australiana.

## Biografia
Nata in un sobborgo di Perth, Cassie Davis è figlia di un pastore, che l'ha avvicinata alla musica sin da piccola. Nel 1999 ha registrato la sua prima canzone e ha iniziato a frequentare uno studio di registrazione, mentre nel 2003 si è iscritta alla Western Australian Academy of Performing Arts.
Nel 2008 ha firmato un contratto discografico con la Sony Music Australia, con cui ha pubblicato, all'inizio dell'anno successivo, il suo singolo di debutto Like It Loud, che ha raggiunto l'11ª posizione nella classifica australiana ed è stato certificato disco d'oro dall'Australian Recording Industry Association con oltre 35 000 copie vendute a livello nazionale. La cantante ha ottenuto il suo secondo disco d'oro con Differently, il secondo singolo incluso nell'omonimo album uscito ad agosto 2009, che ha debuttato al 14º posto in classifica in Australia.
Nel 2011 ha fondato, insieme al rapper Snob Scrilla, il team di produttori More Mega, che ha creato, fra gli altri successi, We Run the Night di Havana Brown. Ha inoltre scritto e prodotto musica per i Neon Jungle, Natalie Bassingthwaighte, Jessica Mauboy e Stan Walker.

## Discografia

### Album in studio
- 2009 – Differently

### Singoli
- 2009 – Like It Loud
- 2009 – Differently (feat. Travie McCoy)
- 2009 – Do It Again
- 2009 – No More
- 2010 – Don't Wanna Dance